# Săcălășeni
Săcălășeni é uma comuna romena localizada no distrito de Maramureș, na região histórica da Transilvânia. A comuna possui uma área de 28.79 km² e sua população era de 2448 habitantes segundo o censo de 2007.